# Vụ tự thiêu của Phuntsog
Vụ tự thiêu của Phuntsog là một vụ việc xảy ra khi một tu sĩ Phật giáo Tây Tạng có tên Rigzin Phuntsog tự thiêu vào ngày 16 tháng 3 năm 2011 tại huyện Ngawa, Châu tự trị dân tộc Tạng-Khương Ngawa, tỉnh Tứ Xuyên, Cộng hòa Nhân Dân Trung Hoa. Sau đó khoảng 6 tháng, vào ngày 26 tháng 9, một vụ tự thiêu tương tự cũng đã được diễn ra tại đây.

## Phuntsog tự thiêu
Vào ngày 16 tháng 3 năm 2011, Rigzin Phuntsog, một tu sĩ khoảng 16 tuổi ở tu viện Kirti đã tự thiêu. Ngay sau đó, anh ta đã được đưa đến bệnh viện, nhưng một số nhóm nhà sư đã giấu anh trong tu viện cho đến khi qua đời. Cuối cùng mẹ của Phuntsog đã đưa anh đến bệnh viện sau nhiều giờ thương lượng với nhóm nhà sư.

### Tranh cãi xung quanh cái chết
Thông tin về nhà sư vẫn là một vấn đề tranh cãi. Đài Á Châu Tự Do và Chiến dịch Quốc tế vì Tây Tạng dẫn lời những người Tây Tạng địa phương cho biết cảnh sát đã dập lửa và sau đó đánh chết tu sĩ.  Theo tạp chí Time và lời kể từ những người trong tu viện, cảnh sát và những công chức mặc thường phục đã đến dập tắt đám cháy trong vòng 15 phút. Sau đó thì đánh đập và đá vị tu sĩ. Còn theo Tân Hoa Xã, nguyên nhân tu sĩ tử vong là do bị điều trị chậm trễ sau khi các nhà sư ngăn cản việc mang Phuntsog tới bệnh viện.
Phuntsog đã được báo cáo là 16 tuổi. Trong khi đó, Đài Á Châu Tự Do lại đưa ra tên Lobsang Phuntsog, 21 tuổi; tên và tuổi hoàn toàn khác. Các nguồn khác lại cho biết rằng Phuntsog 24 tuổi.

### Hậu quả
Những ngày sau đó, một cuộc biểu tình đã diễn ra gần hiện trường vụ việc với sự tham gia của khoảng 1.000 nhà sư hô vang các khẩu hiệu. Tại Dharamsala, Ấn Độ, một cuộc biểu tình khác đã diễn ra với khoảng 500 người. Ba nhà sư đã bị kết án tù vì giúp Phuntsog trong vụ tự thiêu; bản án lần lượt là 10, 11 và 13 năm. Một trong những nhà sư là chú của Phuntsog.

## Vụ tự thiêu tháng 9
Hai nhà sư khác là Lobsang Kalsang, 18 tuổi và Lobsang Konchok, 19 tuổi cũng đã tự thiêu vào ngày 26 tháng 9 cùng năm. Lobsang Kalsang là anh trai của Rigzin Phuntsog. Các nhóm hoạt động cho biết hai nhà sư đã kêu gọi tự do tôn giáo và hô to "Đạt-lai Lạt-ma muôn năm" trước khi tự thiêu. Vụ việc cũng xảy ra tại tu viện Kirti ở vùng Ngawa.

### Hậu quả
Những người định cư Tây Tạng ở khu vực Chandragiri, Gajapati, Ấn Độ đã phát động một cuộc biểu tình kéo dài 3 ngày chống lại các hành động của người Trung Quốc đối với người Tây Tạng vào ngày 19 tháng 10 năm 2011. Các nhóm địa phương ở Tây Tạng khác nhau cũng tổ chức các buổi cầu nguyện và ăn chay.